# 鲍尼西
鲍尼西（英語：Bownessie），又名温德米尔湖水怪（Windermere Monster），是指出现于英国英格兰温德米尔湖的神秘生物。

## 目击
- 2006年，目击者Steve Burnip声称目击到鲍尼西。

- 2011年，目击者Tom Pickles声称目击到水怪并拍下了一张照片，[1][2]但游客John Phillips质疑这实际是一条被切开的轮胎。温德米尔湖游船服务公司的奈杰尔•威尔金森（Nigel Wilkinson）则认为，这只是一群水獭。[3]英国古生物学与神秘动物学家达伦·奈什（英语：Darren Naish）指出照片遭到刻意裁剪。[4]

- 2014年，业余摄影师艾利•威廉姆斯 (Ellie Williams)声称她的自动摄影机拍下了一张水怪照片。[5]